# دابتوميسين
دابتوميسين Daptomycin  الزمرة الدوائية مضاد حيوي يعتبر من المضادات الحيوية المستخدمة في علاج الالتهابات الجهازية ومهددة للحياة الناجمة عن الكائنات الحية إيجابية الجرام. وهو مركب طبيعي موجودة في التربة.هو من زمرة دوائيَّة تُدعى البِبتيدات الشحميَّة الحلقيَّة cyclic lipopetides أو المضادَّات الحيويَّة الحلقيَّة.

## التاريخ
تم اكتشاف مركب LY 146032 نتيجة لابحاث أجراها باحثون في شركة ايلي ليللي وشركاه في أواخر عام 1980م. أظهر LY 146032 كعلاج واعد في المرحلة I / II تجربة سريرية لعلاج العدوى التي تسببها الكائنات موجبة الجرام. توقفت يللي من أجل التنمية والتطوير بسبب ارتبط بالعلاج بجرعة عالية وما له من تأثيرات ضارة على العضلات والهيكل العظمي، بما في ذلك ألم عضلي واحتمالية التهاب العضلات.
تم الحصول على حقوق LY 146032 من قبل الرسم التعكيبي للادوية في عام 1997، والتي تلي موافقة الولايات المتحدة متمثلة في إدارة الغذاء والدواء (FDA) في سبتمبر 2003 لاستخدامها في الفئة العمرية من 18 عاما، وبدأ تسويق هذا الدواء تحت الاسم التجاري Cubicin. ويتم تسويق Cubicin في الاتحاد الأوروبي وعدة بلدان أخرى من قبل نوفارتيس

## الاستعمال
يستخدم في علاج الإنتانات المختلطة التي تصيب الجلد والتراكيب الجلدية الناجمة عن العوامل الممرضة إيجابية الغرام الهوائية المتحسسة له. يُؤخَذ هذا الدَّواءُ بشَكل حُقنَة في الوَريد، ولا عَلاقةَ له بالطَّعام.أي ليس له تداخلات مع الطعام. يَجري تناولُ هذا الدَّواء فقط في المكان المخصَّص لمُقدِّم الرِّعاية الصحِّية، ولا يُسمَح بحفظه أو تخزينه في المَنـزل.

## آلية عمل الدواء
يُرتبِط دَواءُ الدَّابتوميسين Daptomycin بالغشاء الخلوي للجراثيم، ويُفقِدها البوتاسيوم، ممَّا يَمنعها من تَصنيع البروتين والمادَّة الوراثية، وبذلك يَتَوقَّف نُموُّها وتكاثرها وتَموت.يرتبط بمكونات الغشاء الخلوي للعامل الممرض ويسبب زوال استقطابه بسرعة ويثبط تصنيع الرنا والدنا والبروتين داخل الخلوي.

### الحرائك الدوائية
- العمر النصفي: 4.58-9ساعات.
- الإطراح: يطرح مع البول.

## علم الأحياء الدقيقة
منحت المضادات الحيوية الأطباء القدرة على علاج الالتهابات البكتيرية وبالرغم من ذلك تُطَوِر البكتريا آليات لمقاومة المضادات الحيوية بحيث تجعل منها عديمة الفائدة في محاربة أشد أنواع البكتريا فتكًا. ثبت أنه  في المختبر  النشاط ضد المكورات المعوية (بما في ذلك ببتيد سكري - المكورات المعوية المقاومة (GRE))،

## مقاومة الباكتريا للدابتوميسين
مقاومة دابتوميسين Daptomycin لا تزال غير شائعة، ولكن تم الإبلاغ عن أكثر في GRE، ابتداء من كوريا في عام 2005، في أوروبا في عام 2010، في تايوان عام 2011، والولايات المتحدة الأمريكية، حيث تم الإبلاغ عن تسع حالات 2007-2011.
أفاد باحثون من مركز هيوستن لعلوم الصحة في جامعة تكساس عن تمكّنهم من اكتشاف آلية مبتكرة يستخدمها نوعٌ معيّن من الباكتريا للتغلب على المضاد الحيوي المعروف بالدابتومسين daptomycin، إذ غالبًا ما يكون للباكتريا تأثير خطير على المرضى، حيثُ تساعد هذه المعلومات الباحثين على تحديد المُركبات الدوائية للتغلب على آلية مقاومة الباكتريا للمضاد الحيوي.

## الاستخدام السريري

### المؤشرات
تمت الموافقة على عقار دابتومسين Daptomycin لاستخدامها بالنسبة للبالغين في الولايات المتحدة للجلد والتهابات بنية الجلد التي تسببها إيجابية الجرام،  S. العنقودية  يبدو أن هناك فرقا في عمل عقار دابتومسين على الالتهاب الرئوي الدموي.

## إرشادات عامة
- إذا كان المريضُ يُعانِي من تَحسُّس يمثِّل خطراً على حياة المَريض، فيجب أن يرتدي سواراً أو يحمل بطاقةً تدلُّ على هذا التَّحسُّس طَوالَ الوقت.
- لا يَجوزُ للمَريض مُشارَكةُ الدَّواء مع الآخرين، ولا يجوز تناولُ دواء شخصٍ آخر.
- يجب إِبعادُ الدَّواء عن مُتَناول الأَطفال.
- يجب أن يحتفظَ المريضُ بقائمة أدويته (وصفة طبِّية للدَّواء، المُنتَجات الطبيعيَّة، المكمِّلات الغذائيَّة، الفيتامينات والأَدويَة التي تُصرَف من دون وصفة طبِّية)، وإعطاء هذه القائمة لمقدِّم الرِّعاية الصحِّية (الطَّبيب، الممرِّضة، الممرِّضة الممارسة، الصَّيدلانِي، مُساعِد الطَّبيب).
- يجب التَّحدُّثُ مع مُقدِّم الرِّعاية الصحِّية قبلَ البدء في تَناوُل أيِّ دَواء جَديد، بما في ذلك الأَدويَةُ التي تُصرَف من دون وصفةٍ طبِّية والمُنتَجات الطبيعيَّة أو الفيتامينات. ينتمي لأدوية المجموعة B

### مضادات الاستطباب
- فرط الحساسية له أو لأحد مكوناته.
- يجب استخدامه بحذر شديد مع مراقبة تراكيز CPK عند مريض الاعتلال العضلي لأنه قد يفاقمه، ويجب إيقافه فيما لو ترافق استخدامه عند المريض الصحيح مع ظهور علامات وأعراض اعتلال العضلات المترافق مع تراكيز CPK.

## الآثار الجانبية
- تحدث بنسبة 1-10%:
- قلبية وعائية: انخفاض التوتر الشرياني، ارتفاع التوتر الشرياني.
- عصبية مركزية: صداع، أرق، دوم، حمى.
- متنوعة: حكة، طفح، إمساك، إسهال، عسر هضم، إنتان بولي، فقر دم، ارتفاع تركيز الخمائر الناقلة للأمين، ارتفاع تركيز CPK، آلام في عضلات الأطراف، قصور كلوي، زلة تنفسية، إنتانات فطرية.

- تحدث بنسبة تقل عن 1%:
- متنوعة: تطبل البطن، أكزيما، كثرة الحمضات، تخرش عيني، تعب، وهج، نقص المغنزيوم، أرج، ارتفاع تركيز LDH، يرقان، كثرة الكريات البيض، معص عضلي، ضعف عضلي، آلام عضلية، مذل، رعدات، التهاب الفم، لانميات فوق بطينية، اضطراب حاسة التذوق، نقص الصفيحات، كثرة الصفيحات، دوار.

## المستحضرات الصيدلانية
- بودرة معدة للحقن: 250ملغ و500ملغ.
- الجرعة البالغين (تسريب وريدي): 4ملغ/كغ مرة يومياً تسرب على مدى 30 دقيقة، يستمر الشوط العلاجي لمدة 7-14 يوم.
- المراقبة يجب مراقبة تركيز CPK المصل مرة أسبوعياً على الأقل.
- الثبات يحفظ في البراد بدرجة حرارة 2-8م، يبقى محلوله الممد والمعد للتسريب ثابت وصالح للاستخدام لمدة 12ساعة فيما لو حفظ بدرجة حرارة الغرفة لمدة 48 ساعة فيما لو حفظ في البراد.[13]